# Hugo Demarco
 Hugo Demarco (* 13. Juli 1932 in Buenos Aires, Argentinien; † 1995 in Paris, Frankreich) war ein lange in Frankreich lebender argentinischer Kinetischer Künstler und Objektkünstler.

## Leben und Werk
Hugo Demarco wurde in Buenos Aires geboren, lebte und arbeitete aber viele Jahre in Paris, wo er sich Ende der 1950er Jahre der Gemeinschaft von ausgewanderten südamerikanischen Künstlern anschloss. Dazu gehörten, unter anderem Julio Le Parc und Jesús Rafael Soto. Im Jahr 1960 hatte er eine Ausstellung, gemeinsam mit der Groupe de Recherche d’Art Visuel in seinem Atelier in Paris. In den Jahren 1960, 1961 und 1967 hatte er wichtige Einzelausstellungen in der Galerie Denise René in Paris. Im Jahr 1968 war er mit einem kinetischen Raumobjekt Teilnehmer der 4. documenta in Kassel.
Demarcos Werk lebt von Farben und Bewegung. Er reiste weltweit mit seiner Kunst und hatte zahlreiche persönliche Ausstellungen seiner Werke, vor allem zwischen den Jahren 1961 und 1989. Er hatte auch gemeinsame Ausstellungen mit seinen südamerikanischen Freunden, insbesondere mit Julio Le Parc, Jesús Rafael Soto Soto, Horacio Garcia Rossi und Carlos Cruz-Diez.
Hugo Demarco hatte eine Professur für Malerei und Grafik in Buenos Aires. Neben seiner künstlerischen Karriere war er Trainer der Rugby-Mannschaft des "Paris université club".
Seit 1989 sind seine Kunstwerke in der Demenga Art Collection Basel zu sehen.